# واحدية (فلسفة)

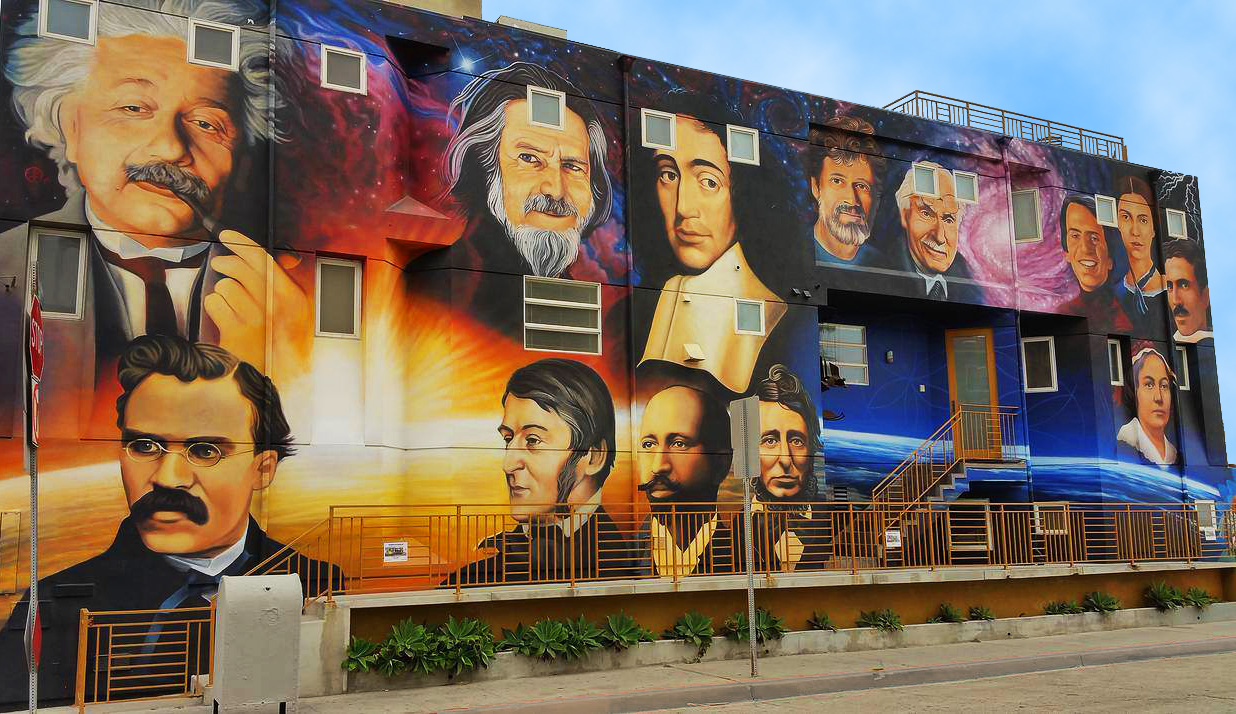
نجوم وحدة الوجود، البندقية، كاليفورنيا. جدارية ليفي بونس، تصميم بيتر موريارتي، تصور بيري رود. بتكليف من مشروع الجنة.

الواحدية أو الجِبْتِيَّة هي الاعتقاد أن الكون (أو الطبيعة) والله (أو الألوهية) حقيقة واحدة.
الواحدية هي الترجمة للمصطلح اليوناني “Monist” والتي تعني «الكل هو الله». إذا، الواحدية ترمز إلى فكرة «الله» كعملية مرتبطة بالكون. تعددت مذاهب الواحدية فمنها الواحدية المادية، والواحدية الروحية. إلا أن الأفكار المشتركة في كل المذاهب تنظر للعالم ككل واحد، مع نظرة توقير له وتقديس للكون والطبيعة.

## مفاهيم قريبة
حاول عدد من علماء الدين الربط بين الواحدية والتوحيد. فكان هناك مصطلح الحلولية وهو ترجمة لمصطلح "Panentheism" والذي يعني «الكل في الله» والذي ظهر في القرن التاسع عشر لربط التوحيد والواحدية، فيقول بأن الله موجود في كل مكان في الكون المادي وهو جزء منه وخالقه وطاقته. بينما تعتبر الواحدية أن الله مماثل للكون كله.
وهناك مصطلح آخر هو «الربوبية الكلية» وهو مصطلح مركب حديث يأتي من ربط الواحدية مع الربوبية. وتقول هذه الرؤية أن الله كان منفصلا عن الكون في وقت ما ثم اندمج فيه، لذا فهي رؤية واحدية المضمون وربوبية الجذور.

## التاريخ
أول من استخدم مصطلح الواحدية كان الرياضي الإنكليزي جوزيف رافسون في عمل كتب باللاتينية في 1697. وعرف فيه الواحدية كالاعتقاد بأن الله هو كل المحتوى وكل القوة. المصطلح استخدم في الإنكليزية من قبل الأيرلندي جون تولاند في عمل نشر في 1705، ووضح فكرته في رسالة له في 1710 عندما قال «الرأي الواحدي لهؤلاء الذين يعتقدون بأنه لا اله إلا الكون». لكن هناك كتاب، مدارس فلسفية، وحركات دينية عبرت عن الأفكار الواحدية.
مصطلح الواحدية لم يوجد قبل القرن السابع عشر ولكن العديد الديانات والفلسفات يمكن أن تعتبر واحدية. وتضم هذه فلاسفة ما قبل سقراط مثل هيراكليتوس وأناكسيماندر. الرواقيون كانوا واحديون بدءًا من زينون الرواقي. في مرحلة ما قبل المسيحية كانت الرواقية من المدارس السائدة في الإمبرطورية الرومانية إلى جانب الأبيقورية والأفلاطونية الجديدة. والطاوية الفلسفية عند لاو زي وزوانغزي هي أفكار واحدية.
في الغرب، كان غيوردانو برونو كان أول من أعاد الروح للواحدية وهذا ما أدى لإحراقه في العام 1600. في عمله «الأخلاق» في 1675، قدم باروخ سبينوزا مصدرا رئيسيا للأفكار الواحدية. تأثر تولاند بكل من سبينوزا وباروخ واستخدم لفظي واحدي وسبينوزي بشكل متبادل.
في 1785 كان هناك جدل حول فلسفة سبينوزا في ألمانيا خصوصا بين الناقد فريدريك جاكوبي والمدافع موسى ميندلسون ما نشر الواحدية بين العديد من المفكرين الالمان بين القرنين الثامن عشر والتاسع عشر.
خلال القرن التاسع عشر كانت الواحدية النظرة الدينية للعديد من الفلاسفة، مثل ويليام ووردزوورث وصامويل تايلر كولريدج في بريطانيا؛ جوهان جوتليب فيخته وغيورغ فيلهلم فريدريش هيغل في ألمانيا؛ والت ويتمان ورالف والدو إمرسون وهنري ديفد ثورو في الولايات المتحدة.
تراجعت الواحدية نتيجة الصراع بين الشيوعية والفاشية في القرن العشرين، ونتيجة للحروب العالمية، والفلسفات النسبية كالحداثة والوجودية. ولكن كان هناك عدد من الواحديون المعروفين مثل الروائي ديفيد هربرت لورانس، والعالم ألبرت أينشتاين، والكاتب كنوت همسون، والمعماري فرانك لويد رايت.

## التطورات المعاصرة
في أواخر القرن العشرين، شهدت الواحدية انبعاثا جديدا، منسجمة مع تنامي الوعي البيئي في المجتمع والاعلام. أعلنت «كخيار ديني للجيل الجديد»، وأعلن مرارا أنها «فكر ديني أساسي» للوثنية الجديدة. في العام 1975 انطلق المجتمع الواحدي العالمي كأول منظمة دينية واحدية. وفي العام 1999 الحركة الواحدية العالمية.
الناشط الملحد ريتشارد دوكنز في عمله وهم الإله وصف الواحدية كإلحاد تحفيزي. وفي العامين 2009 و2010 هاجم الفاتيكان الواحدية لإنكارها علوية البشر على الطبيعة.
في العام 2008، وجدت رسالة البرت أينشتاين التي كتبها في 1954 متحدثا عن عدم إعتقاده بالإله الشخصي وكتب «نحن أتباع سبينوزا نرى إلهنا في النظام الرائع ومشروعية كل ما هو موجود وفي روحه كما ظهر في الإنسان والحيوان».

## التنوعات الواحدية
هناك عدة طرق لتصنيف المذاهب الواحدية المتنوعة.

### الحتمية واللاحتمية
الفيلسوف الأميركي تشارلز هارتشورن استخدم عنوان الواحدية التقليدية لشرح الفلسفات اللاهوتية الحتمية الواحدية لباروخ سبينوزا، الرواقيون، والفلسفات الحتمية المتشابهة.. هذا النوع من الواحدية يقول أن الحاضر والماضي والمستقبل كله قد وجد في وقت متزامن. من فلاسفة الواحدية الحتمية أينشتاين وهيغل والواحدية اللاحتمية تشلنغ وويليام جيمس.

### الإلحادية والتوحيدية
هناك تمييز آخر بين نوعين من الواحدية، الأول أقرب للتوحيد والثاني للإلحاد. الموسوعة الكولومبية تميز على النحو التالي:
«إذا الواحدي بدأ بالإعتقاد أن الواقع الأوحد العظيم، الأبدي والمطلق، هو الله، يرى كل شيء محدود وزائل كجزء من الله. ليس هناك ما هو منفصل عن الله، لأن الله هو الكون. إذا من ناحية أخرى أخذ المفهوم على أن أساس النظام هو أن الوحدة الشاملة العظيمة هي العالم نفسه، أو الكون، فسيُبْتَلع الله في تلك الوحدة، وقد يشار إليه بالطبيعة».
من الواحدييين التوحيديين سبينوزا وابن عربي. أما الواحديون الملحدون فتضم مبادئ الحركة الواحدية العالمية. كما أن هناك أشكال وسطية مختلفة بين هؤلاء.

### الأحادية والثنائية
التصنيف الآخر لمذاهب الواحدية يقسم أحادية وثنائية، في الأحادية ملتين اثنتين، مادية ومثالية، وهذا يناقش الأنواع المختلفة للمادة الأساسية التي يتكون منها الكون/الطبيعة (المادي أو الروحي/الفكري). أما الثنائية تؤمن بكلا النوعين من المادة.
الواحدية المادية وتعرف بالطبيعية تؤمن بنوع واحد من المادة وهي الفيزيائية. مفري هذه المدرسة جون تولاند وديفيد هربرت لورانس. أما الواحدية المثالية تقول أن هناك نوع واحد من المادة هو الروحي أو الفكري. وتعتبر الواقع المادي كوهم أو نتاج لعقول الأفراد. نجد هذا في أنواع من الفلسفة الهندوسية والبوذية والعصر الجديد.
أما الواحدية الثنائية فتقول بوجود نوعين من المادة الفيزيائية والفكرية. نجد هذا النوع في تقليد فيدانتا في الهندوسية، التي تقول بأبدية الروح والمرتكزة على الله.

## الواحدية في ديانات العالم

### الإسلام
يعتبر أغلب العلماء المسلمون أن مبدأ وحدة الوجود هو عنوان آخر للإلحاد وهو الشرك التعطيلي الذي يطلق عليه بالشرك الأكبر. لكن موقف أغلب هؤلاء الفقهاء ينطلق من فكرة أن وحدة الوجود لها صيغة واحدة. والحقيقة أنه في الفكر الفلسفي الإسلامي يوجد فلاسفة إسلاميين كابن سينا والفارابي ومتصوفة كابن سبعين حاولوا تنمية وتطوير هذه الصيغة بما يتلاءم مع مفاهيم الدين الإسلامي.

### الطاوية
الطاوية الفلسفية لكل من لاو زي وزوانغزي هي فلسفة واحدية. فيتحدث كتاب تاو تي تشينغ عن إله يحتوي على كل شيء وتركز على الإنسجام مع الطبيعة. ونجد زوانغزي يقول «خلقت والجنة معا، وكل شيء وأنا واحد». ويقول أيضا أن التاو في النملة، العشب، الطين وحتى البراز، ليس هناك شيء ليس فيه وليس هناك شيء دون تاو.

### الهندوسية
تعتبر الكتابات الدينية الهندوسية واحدة من أقدم الكتابات التي تحتوي على أفكار واحدية. ويعتبر براهمان الحقيقة المبهمة، المتأصلة، المطلقة والثابتة وهو القاعدة الالهية لكل شيء في الكون.

### ويكّا
يعظم المؤمنون في ويكّا إيمانهم عبر بنية واحدية. فيعتبرون أن الحياة موجودة في العالم كله وفي أجزائه ولكن تلك الرؤية العضوية لا يمكن أن تُشرح دون مفاهيم ألوهية.

### باقي الأديان
هناك عدد من عناصر الواحدية في بعض مذاهب الأديان الأخرى كالصوفية، البوذية، السيخية، اليهودية، الوثنية، والثيوصوفية. يعتبر الكثير من الموحدين الكونيين في المسيحية أنفسهم واحديون، والتقاليد الدينية الإسلامية في المذاهب الصوفية والعلاهية خصوصًا لها طبيعة واحدية أو حلولية.
والعديد من التقاليد الدينية والديانات القومية عند الأفارقة والهنود الحمر هي واحدية أو تدمج بين الواحدية ومذاهب أخرى كتعدد الآلهة والروحانية.

## وصلات خارجية
- وحدة الوجود - موقع صيد الفوائد.